# Mulher de Tebes

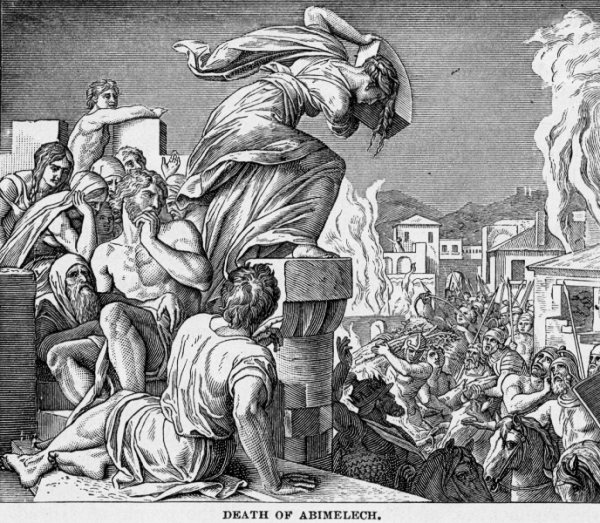
Ilustração da mulher de Tebes jogando a pedra de moinho em Abimeleque, de Charles Foste

A mulher de Tebes é uma personagem da Bíblia Hebraica mencionada no Livro dos Juízes. Ela atirou uma pedra de moinho de cima da muralha para matar Abimeleque.
Abimeleque sitiou Tebes e entrou na cidade. Os residentes fugiram para uma cidadela dentro da cidade que Abimeleque planejava queimar. Juízes 9:53 então diz: "Certa mulher atirou uma pedra de moinho sobre a cabeça de Abimeleque e esmagou seu crânio."
Herbert Lockyer chama esta mulher de "uma filha obscura de Israel, que se tornaria o instrumento do céu para punir um pecador muito ousado e ímpio para viver." Ele prossegue, dizendo: "Infelizmente, não havia ninguém para registrar o nome e cantar o louvor desta heroína que deve ter recebido a gratidão do povo agora libertado da cidade!"
Carole R. Fontaine vê esta mulher como um exemplo do tema da "mulher que traz a morte" no Antigo Testamento.